# Cassida seladonia
Cassida seladonia — жук подсемейства щитовок из семейства листоедов.

## Распространение
Встречается в Европе и Северной Африке.

## Экология и местообитания
Кормовые растения — астровые (Asteraceae): полынь песчаная (Artemisia arenaria), полынь полевая (Artemisia campestris), жабник полевой (Filago arvensis), Filago gallica, бессмертник песчаный (Helichrysum arenarium) и Helichrysum corymbiformis.